# 男木岛
男木島（日语：／*/?），一個位於瀨戶內海中部的島嶼，隸屬日本香川縣高松市。截至2019年，共有109户家庭168人。男木島為雄島，臨近的女木岛為雌島，兩島併稱為雌雄島。